# Baeoura pilifera
Baeoura pilifera är en tvåvingeart som beskrevs av Edwards 1927. Baeoura pilifera ingår i släktet Baeoura och familjen småharkrankar. Inga underarter finns listade i Catalogue of Life.